# Karim Wasfi
Karim Wasfi, né en 1972 au Caire, est un chef d'orchestre, violoncelliste et compositeur irako- égyptien. Depuis 2007, il dirige l'orchestre symphonique national d'Irak à Bagdad. Il est connu notamment pour jouer du violoncelle après la survenue d'attentats dans la capitale.

## Biographie
Karim Wasfi, né en 1972 au Caire, est un violoncelliste. Sa carrière a débuté aux États-Unis. Surnommé le « Rostropovitch » irakien, il revient en Irak après la chute de Saddam Hussein afin de remettre en état l’orchestre symphonique national.En 2012, il a fondé l'initiative de paix "Peace Through the Arts" avec d'autres musiciens et artistes. Dans ce cadre, il a joué à l'Institut des cultures arabes et méditerranéennes (ICAM) en novembre 2016 à Genève.